# HMAS Perth (D29)
O HMAS Perth foi um cruzador rápido operado pela Marinha Real Australiana e a sexta embarcação da Classe Leander. Sua construção começou em junho de 1933 no Estaleiro Real de Portsmouth e foi lançado ao mar em julho do ano seguinte, sendo originalmente comissionado na Marinha Real Britânica como HMS Amphion em junho de 1936. Era armado com uma bateria principal composta por oito canhões de 152 milímetros montados em quatro torres de artilharia duplas, tinha um deslocamento de mais de nove mil toneladas e alcançava uma velocidade máxima de 32 nós.
O Amphion passou seu início de carreira como a capitânia do comandante das forças navais britânicas na África até ser transferido em 29 de junho de 1939 para a Austrália e renomeado Perth. A Segunda Guerra Mundial começou enquanto o navio estava seguindo para a Austrália, sendo redirecionado para o Oceano Atlântico e Mar do Caribe a fim de atuar em patrulhas e escoltas de comboios. Passou um breve período na Austrália e então foi enviado para o Mar Mediterrâneo, onde continuou escoltando comboios para Malta, Grécia e Creta até ser seriamente danificado em maio de 1941.
Após passar por reparos, o Perth deu suporte para a Campanha da Síria-Líbano antes de retornar para casa, escoltando comboios e realizando patrulhas até ser transferido em fevereiro de 1942 para ajudar na defesa das Índias Orientais Neerlandesas contra uma invasão do Japão. Participou no final do mesmo mês da Batalha do Mar de Java, escapando ileso, porém foi torpedeado e afundado dias depois em 1º de março na Batalha do Estreito de Sunda. Seus destroços foram encontrados intactos em 1967, mas muito deterioram-se pelas décadas seguintes por pilhagens ilegais.

## Características

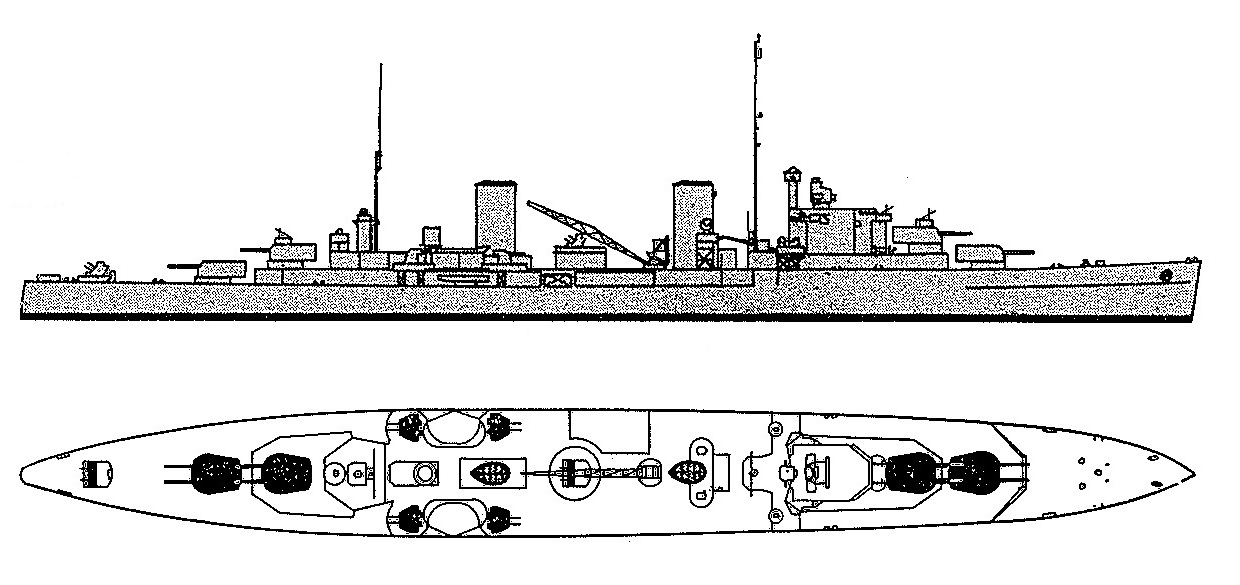
Desenho do Perth

O projeto da Classe Leander foi adaptado para o Programa Naval de 1932–1933 a fim de separar os maquinários do sistema de propulsão e arranjá-los em duas unidades separadas, cada uma com duas caldeiras e duas turbinas. A intenção era melhorar sua capacidade de sobrevivência, pois cada unidade poderia operar independentemente, impedindo assim que um único acerto imobilizasse a embarcação. Isto fez com que os navios tivessem duas chaminés em vez de apenas uma como seus antecessores.
O Perth tinha 171,4 metros de comprimento de fora a fora, boca de 17,3 metros e calado máximo de 5,9 metros. Seu deslocamento padrão era de 7 150 toneladas, enquanto o deslocamento carregado era de 9 290 toneladas, este último lhe dando uma altura metacêntrica de 1,4 metros. Seu sistema de propulsão era composto por quatro turbinas a vapor Parsons, cada uma girando uma hélice, com o vapor necessário vindo de quatro caldeiras Almirantado de três tambores. Este maquinário tinha uma potência de 73,4 mil cavalos-vapor (54 mil quilowatts), o que proporcionava uma velocidade máxima de 32,5 nós (60,2 quilômetros por hora). Carregava óleo combustível suficiente para uma autonomia de sete mil milhas náuticas (treze mil quilômetros) a uma velocidade de dezesseis nós (trinta quilômetros por hora). Sua tripulação era formada por 36 oficiais e 586 marinheiros.
A bateria principal consistia em oito canhões BL Marco XXIII calibre 50 de 152 milímetros montados em quatro torres de artilharia duplas, duas à vante e duas à ré da superestrutura, em ambos os casos com uma sobreposta a outra. A bateria secundária tinha quatro canhões QF Marco V calibre 45 de 102 milímetros em montagens únicas e abertas nas laterais da segunda chaminé. Também tinha doze metralhadoras Vickers MG Marco III calibre .50 de 12,7 milímetros em três montagens quádruplas para defesa antiaérea leve. Também tinha oito tubos de torpedo de 533 milímetros em duas montagens quádruplas acima da linha d'água, uma em cada lateral. A maior parte da blindagem do Perth era feita de aço não-cimentado. As salas de máquinas eram protegidas por um cinturão principal de 76 milímetros de espessura, com o convés acima tendo 29 milímetros de aço de alta resistência. Os depósitos de munição tinham laterais de 89 milímetros e tetos de placas de 51 milimetros. As torres de artilharia tinham laterais e tetos de 25 milímetros.

## História

### Tempos de paz
O cruzador foi originalmente encomendado para a Marinha Real Britânica como parte do Programa Naval de 1931–1932, porém a encomenda foi suspensa até que o projeto modificado da Classe Leander fosse finlizado. O batimento de quilha ocorreu em 26 de junho de 1933 no Estaleiro Real de Portsmouth e foi lançado ao mar em 27 de julho de 1934, quando foi batizado por Ivy Cavendish-Bentinck, Marquesa de Titchfield. Foi comissionado na frota britânica com o nome HMS Amphion em 15 de junho de 1936 e finalizado em 6 de julho. O navio serviu como a capitânia do vice-almirante sir Francis Tottenham, o Comandante Chefe na África  e da 6ª Esquadra de Cruzadores, entre 1936 e 1938. A embarcação passou por reformas no início de 1939, com suas armas Marco V de 102 milímetros sendo removidas e substituídas por quatro montagens duplas de canhões de duplo-propósito QF Marco XVI calibre 45 de 102 milímetros. A base para uma catapulta de aeronaves giratória e seu guindaste associado também foram instalados.
O Amphion foi vendido para a Marinha Real Australiana e comissionado em 29 de junho de 1939. Foi renomeado HMAS Perth em 10 de julho pela princesa Marina, Duquesa de Kent. Sua tripulação tinha crescido para 35 oficiais e 611 marinheiros. A maior parte de sua tripulação tinha deixado a Austrália em maio a bordo do SS Autolycus, com os praças tendo dormido e vivido nos porões de gado da embarcação. No caminho para a Austrália o Perth foi representar seu país na Feira Mundial de Nova Iorque de 1939.
Houve um pequeno "motim" a bordo enquanto o navio estava em Nova Iorque. Os marinheiros que estavam em terra de licença tinham ordens de voltarem ao cruzador até às 18h00min e trocarem dos uniformes brancos para os azuis, com o tratamento dos marinheiros pelos oficiais tendo sido um problema desde que os australianos assumiram seu controle. Certo dia mais de sessenta marinheiros se reuniram no castelo da proa, onde foram confrontados por oficiais armados, que os ordenaram para os conveses inferiores, porém os homens se recusaram. O impasse podia ser visto de terra, onde estava uma força armada de policiais da cidade. O capitão Harold Farncomb, oficial comandante do Perth, foi falar com os marinheiros e os informou que, caso não se dispersassem, suas ações seriam consideradas um motim. Ele conseguiu acalmar os ânimos ao oferecer a possibilidade que qualquer marinheiro que quisesse usar o uniforme azul o dia inteiro em terra poderia fazê-lo se pedisse permissão, algo que a maioria dos homens fez.

### Segunda Guerra Mundial

#### Primeiras ações

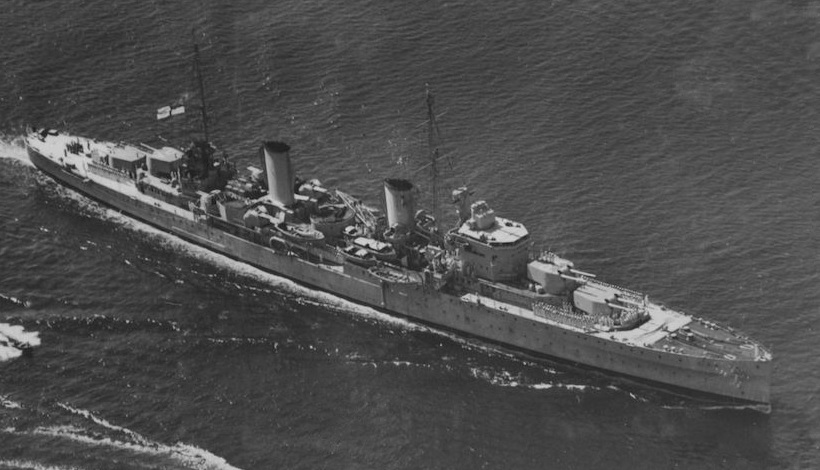
O Perth em 1940

O Perth estava navegando pelo litoral da Venezuela à caminho da Austrália quando a Segunda Guerra Mundial começou. O cruzador, como era o único navio de guerra da Comunidade Britânica no Caribe e oeste do Oceano Atlântico, foi colocado para procurar navios alemães e escoltar comboios na região. Ele só foi deixar a área em março de 1940, atravessando o Canal do Panamá para finalmente chegar na Austrália em 31 de março. Ao chegar passou por reformas na Base Naval de Garden Island, em Sydney, até 29 de abril, durante a qual sua catapulta de hidroaviões foi instalada. Inicialmente levava um Supermarine Seagull V, posteriormente um Supermarine Walrus. A embarcação foi designada a partir de maio para deveres de escolta de comboios e patrulhas próximas do litoral australiano. O capitão sir Philip Bowyer-Smyth, 14º Baronete, assumiu o comando do Perth em 6 de junho e o contra-almirante John Crace fez do cruzador sua capitânia como comandante da Esquadra Australiana. Desempenhou essas funções até novembro, quando foi enviado para o Mar Mediterrâneo a fim de substituir seu irmão HMAS Sydney. No caminho ele escoltou um comboio da Austrália para o Mar Vermelho, chegando em Alexandria, no Egito, em 24 de dezembro. Foi designado para a 7ª Esquadra de Cruzadores da Frota do Mediterrâneo.
Participou no início de janeiro de 1941 da Operação Excesso, participando da escolta de um comboio de Malta para Alexandria. O Perth foi danificado pelo quase acerto de uma bomba em 16 de janeiro enquanto estava ancorado no Grão-Porto de Malta, com sua energia sendo temporariamente derrubada e sofrendo algumas inundações. Sua tripulação ajudou a apagar um incêndio a bordo do navio de munições SS Essex durante o bombardeio, também prestando auxílio ao danificado porta-aviões HMS Illustrious. O cruzador deixou Malta naquela mesma tarde e chegou em Alexandria dois dias depois, entrando em uma doca seca para reparos temporários. Partiu em 22 de janeiro para se encontrar com o Illustrious e escoltá-lo para Alexandria, seguindo então para a Grécia, onde patrulhou o mar entre Creta e Pireu. O Perth depois disso seguiu de volta para Alexandria a fim de passar por reparos permanentes, mas encontrou uma forte tempestade de areia enquanto aproximava-se do porto na noite de 6 para 7 de fevereiro. Ao aportar sua tripulação descobriu que o navio seria inspecionado na manhã seguinte por Robert Menzies, o Primeiro-Ministro da Austrália, assim ele precisaria ser limpado rapidamente.
O cruzador entrou em uma doca flutuante em 9 de fevereiro e permaneceu lá por dez dias. Durante este período sua catapulta foi removida e substituída por dois canhões antiaéreos Breda de 20 milímetros capturados dos italianos. Além disso, um radar de varredura Tipo 286 também foi instalado. Em 27 de fevereiro atuou como uma das escoltas para contratorpedeiros levando reforços para a Operação Abstenção, um ataque contra Castelorizo, parte das Ilhas Italianas do Egeu. Os navios chegaram à noite e descobriram que os italianos tinham reforçado sua guarnição, fazendo com que os comandantes britânicos decidissem evacuar a ilha por estarem em inferioridade numérica.

#### Grécia

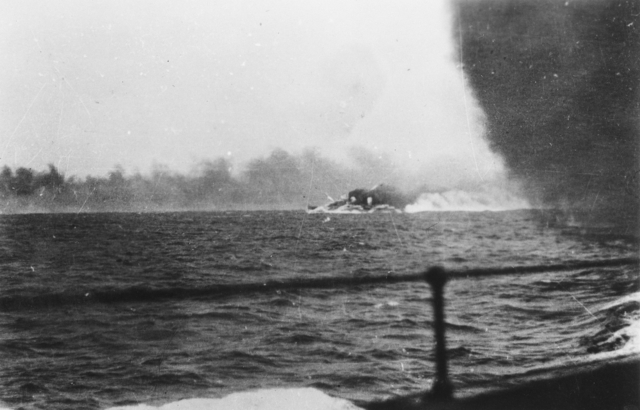
O Perth durante a Batalha do Cabo Matapão em 28 de março de 1941

O Perth deu suporte a partir de 7 de março para o reforço das tropas Aliadas na Grécia ao transportar soldados de Alexandria para Pireu e patrulhar a região. De 17 a 24 de março escoltou mais um comboio para Malta. O navio desempenhou um papel pequeno na Batalha do Cabo Matapão entre 26 e 29 de março, quando sua esquadra foi avistada pela frota italiana e perseguida enquanto recuava em direção da principal força britânica. Retomou depois disso suas escolta e em abril foi equipado com uma montagem quádrupla de canhões antiaéreos Marco VIII de 40 milímetros em cima da base da catapulta. Escoltou um comboio para Malta de 18 a 20 de abril e em seguida deu cobertura para os couraçados da Frota do Mediterrâneo na manhã do dia 21 enquanto bombardeavam o porto de Trípoli, na Líbia. Foi designado em 25 de abril para ajudar na evacuação das tropas Aliadas da Grécia. Tropas e refugiados foram embarcados durante a noite com o objetivo de minimizar a capacidade do Eixo de interferir e as embarcações tinham ordens de partir em tempo de estarem suficientemente longe até o amanhecer, mesmo se tropas ainda estivessem em terra. Bowyer-Smyth ficou no comando das forças enviadas para evacuarem tropas de Calamata na noite de 28 para 29 de abril. Ele enviou um contratorpedeiro para fazer reconhecimento da situação enquanto o resto dos navios esperava à distância. O contratorpedeiro informou que havia combate no porto, assim Bowyer-Smyth decidiu voltar para Creta pois havia decidido que não valia a pena arriscar que seus navios tivessem suas silhuetas destacadas pelos incêndios e explosões. Posteriormente o contratorpedeiro conseguiu relatar que o porto estava seguro, mas as embarcações já estavam muito distantes nessa altura.
O cruzador foi uma das escoltas do Comboio Tigre no início de maio entre Malta e Alexandria. Os alemães invadiram Creta em 20 de maio e o Perth foi colocado na Força C junto com outros dois cruzadores e quatro contratorpedeiros, sendo encarregados de patrulhar a vizinhança do Estreito de Kasos, no nordeste de Creta. As embarcações foram atacadas várias vezes no dia seguinte por aeronaves alemãs e italianas que afundaram um dos contratorpedeiros. O Perth foi transferido para a Força D e enviado para interceptar um comboio alemão na manhã do dia 22. O navio afundou um retardatário de outro comboio antes do comboio principal ser avistado às 8h47min. O barco torpedeiro italiano Sagittario estava tentando reunir os retardatários, com seu comandante ordenando que os navios se dispersassem enquanto lançava uma cortina de fumaça e atacava a força Aliada. O comboio conseguiu escapar com apenas dois navios perdidos, resultado da visibilidade ruim causada pela cortina de fumaça, ataque de distração realizado pelo barco torpedeiro e repetidos ataques aéreos que encheram as embarcações de estilhaços. O Perth ficou vários dias sob reparos após retornar para Alexandria.

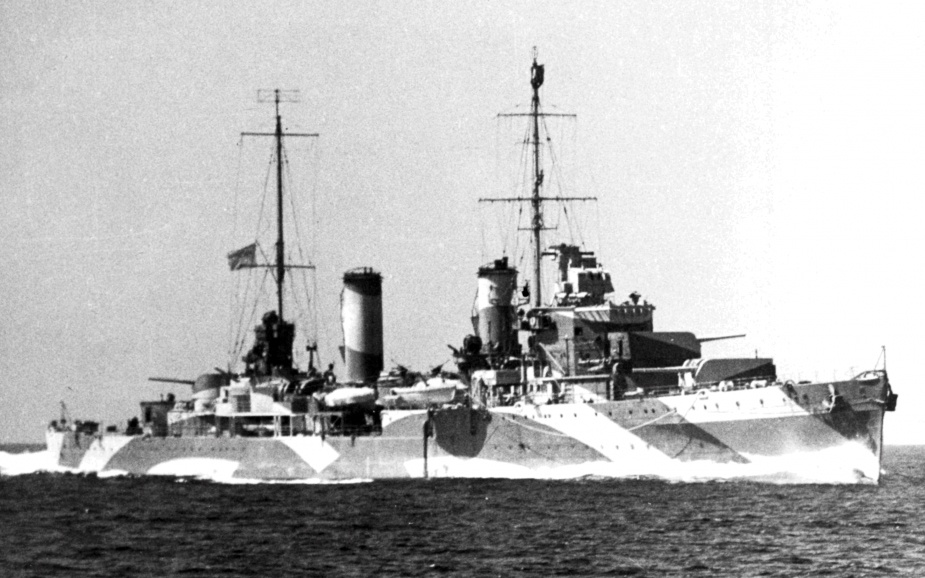
O Perth em 1941

A Força D foi enviada na tarde de 28 de maio para evacuar soldados de Sfakiá, um pequeno porto no sul de Creta, depois deles terem sido derrotados por paraquedistas alemães. O Perth levou consigo dois pequenos barcos de desembarque para transportar as tropas a bordo. Os navios Aliados não foram atacados no decorrer do dia seguinte enquanto embarcavam soldados, partindo antes do amanhecer do dia 30. A Força D acabou atacada várias vezes por aeronaves alemãs a partir das 9h30min, com o Perth sofrendo vários quase acertos até ser atingido por uma bomba que explodiu na sala de caldeiras de vante pouco antes das 10h00min. Quatro marinheiros e nove soldados embarcados morreram. A explosão derrubou temporariamente sua energia e o cruzador parou no mar, mas voltou a navegar meia-hora depois. Sua hélice interna de estibordo foi entortada, sua cozinha, computador de controle de disparo e mesa de controle de disparo foram seriamente danificados, com várias inundações ocorrendo entre as placas do casco.
O cruzador conseguiu chegar em Alexandria no dia seguinte e ficou sob reparos até 22 de junho. Navegou três dias depois para Haifa, na Palestina, a fim de participar da invasão da Síria e Líbano franceses. O navio ajudou a estabelecer um campo minado próximo de Damour em 27 de maio e então deu suporte de artilharia para as forças Aliadas em terra e bombardeou instalações franceses até o fim dessa campanha. Voltou para Alexandria em 15 de julho e, enquanto esperava para ser substituído por seu irmão HMAS Hobart, teve seus canhões de 20 e 40 milímetros removidos em favor da reinstalação de sua catapulta de hidroaviões.

#### Pacífico
O Perth voltou para Austrália a fim de passar por reparos permanentes, chegando em Sydney em 12 de agosto. A liberação de sua tripulação para licença em terra foi adiada por um discurso de Menzies no mesmo dia que não foi bem-recebido. Além dos reparos necessários, seu radar Tipo 286 foi removido e duas montagens quádruplas de metralhadoras de 12,7 milímetros foram reinstaladas no seu tombadilho. Provavelmente também recebeu quatro canhões antiaéreos Oerlikon de 20 milímetros em montagens únicas instaladas no topo da segunda e terceira torres de artilharia e na superestrutura perto da ponte de comando. Bowyer-Smith foi dispensado do comando do navio em 1º de setembro e enviado de volta para o Reino Unido, sendo substituído em 24 de outubro pelo capitão Hector Waller. A finalização das reformas foi adiada em um mês depois de um incêndio ter derretido os cabos elétricos que levavam à torre do diretório de controle de disparo no teto da ponte de comando. A embarcação realizou testes marítimos em potência máxima no dia 24 de novembro. Em seguida o Perth e o cruzador pesado HMAS Canberra navegaram em 12 de dezembro para Brisbane. Três dias depois encontraram-se com o cruzador rápido HMNZS Achilles, formando parte da escolta de um comboio. O Perth continuou em deveres de escolta na Austrália até o final de janeiro de 1942.

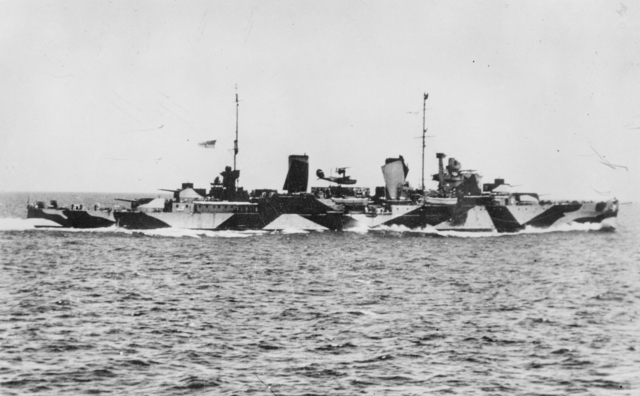
O Perth c. 1942

O navio estava programado para permanecer nas águas orientais próximas da Austrália e Nova Zelândia enquanto o Canberra passava por reformas. Entretanto, o governo australiano concordou com um pedido dos Estados Unidos de enviar o Perth para as águas ocidentais da Área Americana-Britânica-Holandesa-Australiana e, no processo, escoltar um comboio seguindo para a região. Deixou Sydney em 31 de janeiro e chegou em Fremantle em 10 de fevereiro, substituindo o antigo cruzador rápido HMAS Adelaide cinco dias depois para a escolta de um comboio de quatro petroleiros e dois cargueiros vazios que tinham a missão de carregar o máximo possível de petróleo das Índias Orientais Neerlandesas antes de uma invasão do Japão. Entretanto, apenas o Perth e o cargueiro SS 's Jacob continuaram a viagem até Palembang, pois a captura de Singapura tinha ameaçado o porto de destino. No caminho se encontraram com os cargueiros holandeses SS Swartenhondt e SS Karsik, porém a operação foi cancelado em 21 de fevereiro, quando as embarcações estavam a seiscentas milhas náuticas (1,1 mil quilômetros) do Estreito de Sunda, que separa as ilhas de Java e Sumatra. O Perth escoltou os outros navios de volta até setecentas milhas náuticas (1,3 mil quilômetros) de distância de Fremantle, voltando para se juntar a uma força de ataque ao oeste. Ele chegou em Tanjung Priok, em Java, no dia 24 e não foi danificado por um ataque aéreo japonês mais tarde no mesmo dia.

##### Mar de Java
Aeronaves de reconhecimento holandesas avistaram a frota de invasão japonesa em 25 de fevereiro seguindo para seu local oeste de Surabaia, em Java. O Perth seguiu para a região junto com o cruzador pesado britânico HMS Exeter e os contratorpedeiros HMS Jupiter, HMS Electra e HMS Encounter, juntando-se a uma força sob o comando do contra-almirante holandês Karel Doorman. Esta tinha o cruzador pesado norte-americano USS Houston, os cruzadores rápidos holandeses Hr.Ms. De Ruyter e Hr.Ms. Java, dois contratorpedeiros holandeses e quatro norte-americanos. Eles partiram na tarde do dia seguinte em uma tentativa fracassada de encontrarem os navios japoneses.
Os japoneses receberam relatórios às 11h00min do dia 27 informando que navios Aliados estavam próximos de sua rota planejada. Seus cruzadores lançaram hidroaviões de reconhecimento a fim de confirmarem esses relatos, avistando as embarcações de Doorman às 12h35min seguindo para leste. Os Aliados viraram cinco minutos depois para irem reabastecer em Surabaia. Os japoneses observaram essa virada e decidiram às 13h40min continuar com seus desembarques. Doorman recebeu um relatório às 14h27min, pouco depois de seus navios terem passado pelo campo minado que protegia a entrada do porto, afirmando que uma força japonesa estava a cinquenta milhas náuticas (93 quilômetros) ao noroeste de Surabaia. Ele mudou de curso quase imediatamente com o objetivo de atacar. Os hidroaviões japoneses observaram esses movimentos, apesar de terem sido atacados por caças Aliados às 14h18min e 14h30min, com seu relato tendo pego a força de invasão separada enquanto preparava-se para os desembarques.
O Electra avistou o cruzador rápido japonês Jintsū às 16h12min, que pouco depois abriu fogo a uma distância de quinze quilômetros. O cruzador pesado Nachi abriu fogo cinco minuto depois a 26 quilômetros. Os cruzadores pesados Aliados abriram fogo contra o Nachi às 16h20min. Pelos minutos seguintes as duas forças duelaram a distâncias que impediram que os cruzadores rápidos Aliados contribuíssem com seus disparos. Contratorpedeiros japoneses lançaram 31 torpedos entre 16h40min e 16h45min a uma distância de doze a catorze quilômetros, porém erraram. Mesmo assim o Perth relatou "salvos apertados [de torpedos] caindo perto [do navio], primeiro 23 metros antes, então 23 metros além". Os Aliados estavam se aproximando da rota do comboio de invasão e Takagi ordenou um ataque completo a fim de impedi-los. Um projétil da Nachi acertou a sala das caldeiras do Exeter às 17h08min, fazendo-o rapidamente perder velocidade e sair de formação. Os cruzadores atrás acharam que isso era uma manobra deliberada e o seguiram, porém Waller percebeu o que realmente estava acontecendo e ordenou que o Perth navegasse ao seu redor do Exeter lançando uma cortina de fumaça para escondê-lo.
Doorman demorou um pouco para reorganizar seus navios e ordenou que o Exeter voltasse para Surabaia escoltado pelos contratorpedeiros britânicos e o único sobrevivente holandês. Os navios restantes lançaram enormes quantidades de cortinas de fumaça e navegaram em círculos enquanto os japoneses disparavam suas armas e lançavam mais 98 torpedos, todos também errando. Os cruzadores Aliados assumiram um curso paralelo ao Exeter enquanto os contratorpedeiros atacavam para fora da cortina de fumaça a fim de atrapalhar os japoneses. Takagi então avistou a luz do farol de Surabaia e decidiu recuar para a escuridão crescente antes que seus navios entrassem em um campo minado. O Perth reivindicou ter acertado o cruzador pesado Haguro às 18h12min, mas pesquisas pós-guerra mostraram que este não foi danificado durante a batalha.
Doorman estava determinado em continuar a batalha e reverteu seu curso às 18h31min, tendo um breve confronto contra o Jintsū antes de recuar e decidir fazer um círculo pelo sul às 21h00min a fim de pegar os japoneses por trás. Os contratorpedeiros norte-americanos decidiram retornar independentemente para Surabaia por estarem com pouco combustível. Vigias no Nachi avistaram os navios Aliados às 23h02min e este manobrou junto com o Haguro para lançarem torpedos. Doorman avistou os japoneses por volta do mesmo momento e abriu fogo às 23h10min. Os cruzadores japoneses lançaram doze torpedos às 21h22min, com o De Ruyter e o Java sendo acertados uma vez e afundando. O Perth e o Houston foram os únicos grandes navios Aliados a sobreviverem a batalha, recuando para Tanjung Priok na manhã de 28 de fevereiro. Eles tentaram reabastecer, mas escassez de combustível fez com que o Perth recebesse apenas metade de sua capacidade normal de combustível, enquanto uma falta de munição o deixou com apenas 160 projéteis de 152 milímetros. Os cruzadores e o contratorpedeiro holandês Hr.Ms. Evertsen receberam ordens de navegarem naquela noite para Tjilatjap.

##### Estreito de Sunda
O Perth e o Houston partiram às 19h00min, com Waller no comando geral como o oficial mais sênior presente. Os Aliados acreditavam que o Estreito de Sunda estava livre de inimigos, porém eles não sabiam que uma força japonesa de invasão tinha se reunido na Baía de Banten, na extremidade noroeste de Java. Os cruzadores estavam navegando para oeste quando foram avistados às 22h39min pelo contratorpedeiro Fubuki, em patrulha ao leste da baía a uma distância de dez quilômetros. Isto foi relatado ao contra-almirante Kenzaburo Hara, o comandante da força de escolta, e o Fubuki passou a seguir as embarcações Aliadas. O cruzador rápido Natori, capitânia de Hara, os avistou às 22h48min a 16,9 quilômetros. Hara concluiu às 22h59min que eram cruzadores inimigos e planejou usar seu navio para atrair o Perth e o Houston para longe da força de invasão.
Vigias no Perth avistaram uma embarcação não-identificada às 23h06min e a contataram, esperando encontrar uma das corvetas australianas que supostamente estava na área. Uma resposta inteligível foi recebida e a embarcação se afastou em uma cortina de fumaça. Waller reconheceu a silhueta como um contratorpedeiro japonês, o Harukaze, virando para o norte e abrindo fogo às 23h15min. O Fubuki estava 2,7 quilômetros atrás do Houston quando os navios Aliados viraram para o norte, lançando nove torpedos e disparando dezesseis projéteis de 127 milímetros, todos os quais erraram. Hara percebeu que os Aliados estavam reagindo aos movimentos de seus contratorpedeiros e assim cancelou seus planos originais, convocando seus navios para um ataque. O contratorpedeiro Hatakaze foi o primeiro a se aproximar e disparou seus canhões de 127 milímetros contra o Perth antes de virar para nordeste às 23h38min. O cruzador foi acertado duas vezes, uma às 23h26min e a outra seis minutos depois, mas sofreu apenas danos leves.
Os contratorpedeiros Hatsuyuki e Shirayuki aproximaram-se até 3,7 quilômetros pouco depois das 23h40min e lançaram dezoito torpedos antes de recuarem. O Perth conseguiu acertar a ponte de comando deste segundo, matando um homem e ferindo onze. Nenhum dos torpedos acertou o alvo. Em seguida o Harukaze, Hatakaze e Asakaze aproximaram-se, mas o primeiro foi atingido pelo menos três vezes por disparos que mataram três tripulantes e feriram quinze. Ele foi forçado a sair de formação e o Hatakaze não conseguiu disparar por causa de vários quase acertos. O Asakaze lançou seis torpedos, mas todos erraram também. O Natori apareceu às 23h44min e disparou 29 projéteis de 140 milímetros e quatro torpedos contra o Perth, errando todos e recuando dois minutos depois. Nesse momento os cruzadores pesados Mogami e Mikuma entraram em ação e lançaram às 23h49min seis torpedos contra o Perth a onze quilômetros de distância, errando. O Perth e o Houston então passaram a atacar os cruzadores pesados, mas dispararam consistentemente à frente deles. Isto ocorreu possivelmente porque os japoneses estavam navegando com pipas aquáticas, o que aumentou o tamanho das ondas de suas proas e fez os cruzadores Aliados superestimarem suas velocidades. O Perth foi atingido por um projétil por volta das 23h50min, mas os danos foram inconsequentes.
O Mogami e Mikuma diminuíram a distância, e abriram fogo contra o Houston às 23h52min a uma distância de 11,2 quilômetros. O Houston acertou o Mikuma três minutos depois, matando seis tripulantes e ferindo onze. O Perth nessa altura tinha à disposição apenas projéteis de treino, com o Harukaze e Hatakaze aproximando-se até 3,8 quilômetros e lançando onze torpedos entre 23h56min e 23h58min. Os contratorpedeiros Shirakumo e Murakumo lançaram mais nove a 4,6 quilômetros, enquanto o Natori lançou outros quatro à 8,2 quilômetros. Por volta do mesmo momento um quase acerto danificou a hélice do contratorpedeiro Shikinami, que estava escoltando os cruzadores pesados.
Cinco dos torpedos do Mogami que erraram o Perth acertaram e afundaram quatro navios de transporte japoneses e um draga-minas às 00h05min já do dia 1º de março. Waller ordenou que o Perth tentasse forçar seu caminho pelo Estreito de Sunda. Logo em seguida o navio foi atingido por um torpedo na sala de máquinas, provavelmente do Harukaze. Um segundo torpedo o atingiu dois minutos depois à vante da ponte de comando, com outros dois também acertando pouco depois, provavelmente lançados do Shirakumo e Murakumo. Waller deu ordem para abandonar o navio depois do segundo acerto. Houve ainda um pequeno confronto à curta-distância contra os contratorpedeiros. O Perth emborcou e afundou às 00h25min. Houve 353 mortos, incluindo Waller: 242 da Marinha Real Australiana, cinco da Marinha Real Britânica, três da Força Aérea Real Australiana e três cozinheiros civis. O Houston também foi torpedeado e afundou vinte minutos depois. Dos 328 sobreviventes, cinco morreram depois de chegarem em terra e os restantes foram feitos prisioneiros de guerra. Destes, 106 morreram presos: 105 marinheiros e um aviador, incluindo 38 mortos por ataques Aliados contra navios de transporte japoneses. Os 218 sobreviventes voltaram para casa ao final da guerra. O Perth foi condecorado com oito honras de batalha por seu serviço na Segunda Guerra Mundial.

## Destroços

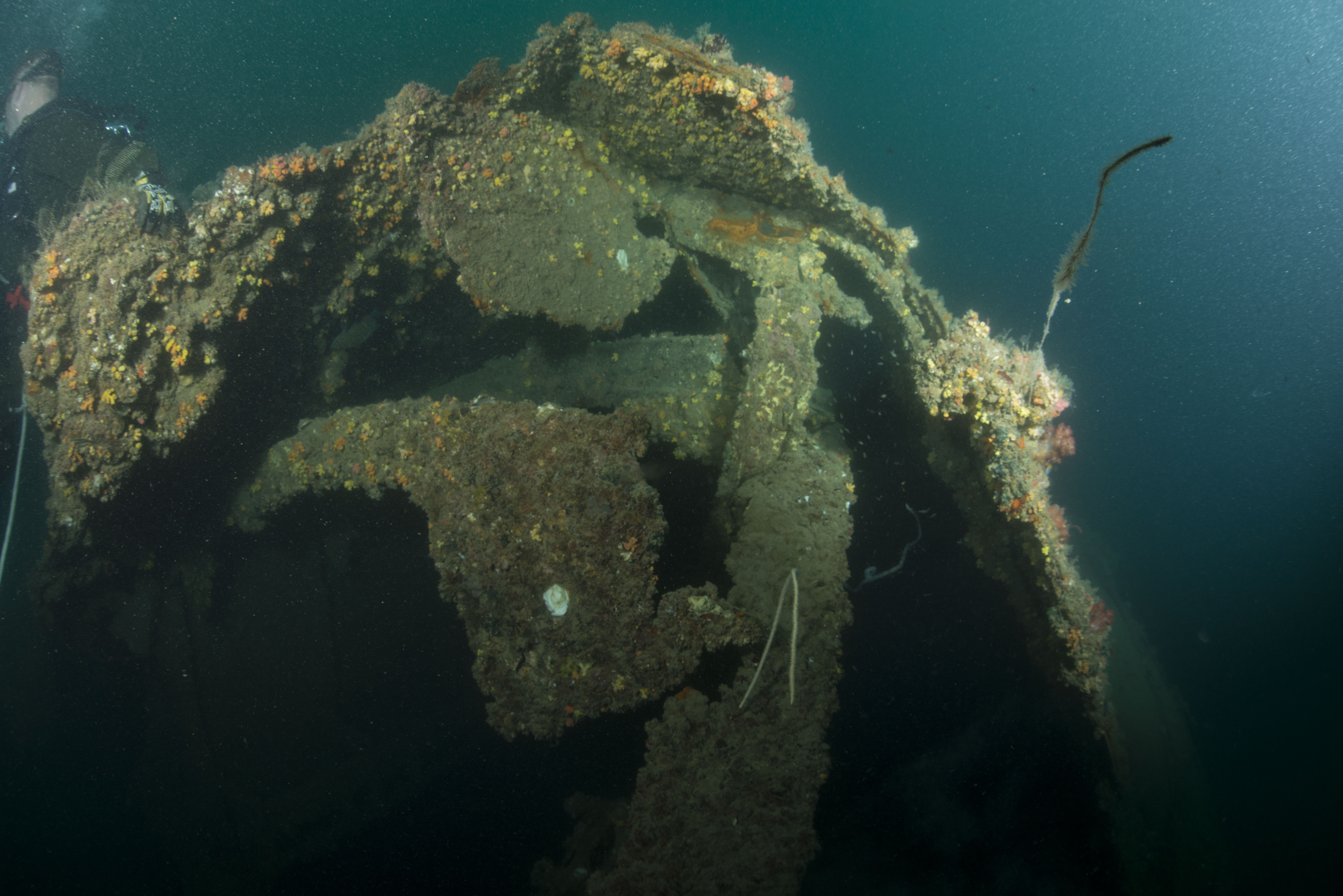
Destroços do Perth em 2015

Os destroços do Perth foram encontrados em 1967 por David Godwin Burchell, estando na época ainda razoavelmente intacto, deitado de lado a uma profundidade de aproximadamente 35 metros. Mergulhadores descobriram no final de 2013 que os destroços tinham sido perturbados por pilhagens ilegais feitas por mergulhadores indonésios. Relatórios indicaram que barcas equipadas com guindastes pilharam a maior parte da superestrutura, torres de artilharia e convés de vante, com explosivos tendo sido usados para quebrar o navio para facilitar coletas. Estas ações comprometeram a integridade estrutural dos destroços e potencialmente expuseram munição e tanques de combustível. Os destroços do Perth não são protegidos como um túmulo de guerra, pois nem a Austrália nem a Indonésia são signatários da Convenção da UNESCO para a Proteção do Patrimônio Cultural Subaquático e nenhum dos dois países aprovou alguma legislação designando o local como tal. A pilhagem dos destroços do Perth só foi relatada publicamente em dezembro de 2013. A Australian Broadcasting Corporation especulou que o governo australiano tentou deixar a questão em sigilo a fim de evitar uma maior deterioração das relações com a Indonésia, especialmente depois de um escândalo de espionagem entre os dois.
Mergulhadores da Marinha dos Estados Unidos e da Força Militar-Naval Nacional Indonésia embarcaram no USNS Safeguard em outubro de 2015 para uma pesquisa de nove dias nos destroços do Perth e do Houston. As condições dos dois destroços foram documentadas e sinais de pilhagens ilegais foram identificadas. A operação foi um prelúdio de uma conferência especial que ocorreria realizada em Jacarta sobre a preservação de destroços de guerra na região do Mar de Java e prevenção de suas pilhagens ilegais. Os destroços foram inspecionados novamente em maio de 2017 por uma equipe do Museu Marítimo Nacional Australiano, do Ministério de Assuntos Marítimos e Pesqueiros da Indonésia e do Centro Nacional Indonésio de Pesquisa para Arqueologia. Foi determinado que as torres de artilharia principais, hélices, cinturão de blindagem de estibordo e suas associadas placas do casco tinham sido removidas, assim como a maior parte dos maquinários de propulsão, muito provavelmente porque eram todos feitos de aço predecessores à era nuclear. Ao final da expedição do Centro Nacional Indonésio de Pesquisa para Arqueologia sugeriu que os destroços fossem declarados um patrimônio cultural.

### Citações
1. ↑   Friedman 2010, p. 163
2. ↑   Raven & Roberts 1980, p. 156
3. ↑   Frame 1993, p. 15
4. ↑   Cassells 2000, p. 92
5. 1 2   Friedman 2010, p. 399
6. ↑   Raven & Roberts 1980, pp. 156, 416
7. 1 2   Raven & Roberts 1980, p. 416
8. 1 2 3 4 5 6   Cassells 2000, p. 93
9. ↑   Lenton 1998, p. 57
10. ↑   Friedman 2010, p. 167
11. ↑   Morris 1987, pp. 194, 201
12. ↑   Raven & Roberts 1980, p. 161
13. ↑   Frame & Baker 2000, p. 145
14. ↑   Frame & Baker 2000, pp. 145–146
15. 1 2   Frame 2004, pp. 149–150
16. ↑   Rohwer 2005, p. 6
17. ↑   Bastock 1975, pp. 126–127
18. ↑   Carlton 2012, pp. 133–136, 146
19. ↑   Frame 2004, p. 160
20. ↑   Carlton 2012, p. 148
21. 1 2   Bastock 1975, p. 127
22. ↑   Almirantado 2002, pp. 44, 46
23. ↑   Carlton 2012, pp. 173–179
24. ↑   Whiting 1995, pp. 5–6
25. ↑   Carlton 2012, pp. 185–186
26. ↑   Bastock 1975, pp. 194–195
27. ↑   O'Hara 2009, pp. 82–83
28. ↑   Goldrick 2005, p. 117
29. ↑   Carlton 2012, pp. 201–204
30. ↑   O'Hara 2009, pp. 85–90
31. ↑   Carlton 2012, pp. 228, 253
32. ↑   O'Hara 2009, pp. 112–113
33. ↑   Rohwer 2005, p. 69
34. ↑   O'Hara 2009, pp. 254–259
35. ↑   Carlton 2012, pp. 275–281, 286–287
36. ↑   O'Hara 2009, pp. 120–121
37. ↑   Rohwer 2005, pp. 72, 75
38. ↑   Carlton 2012, pp. 287–298
39. ↑   Goldrick 2005, p. 118
40. ↑   Frame 2004, p. 161
41. ↑   Raven 2019, p. 125
42. ↑   Whiting 1995, pp. 17–18
43. 1 2   Friedman 2010, p. 166
44. ↑   Raven 2019, p. 126
45. ↑   Whiting 1995, pp. 19–24
46. ↑   Carlton 2012, pp. 315–316, 318–319, 324–325
47. ↑   Whitley 1999, p. 19
48. ↑   Carlton 2012, pp. 327, 337–338
49. ↑   Whiting 1995, pp. 24–28
50. ↑   Gill 1957, p. 510
51. 1 2   Gill 1957, p. 580
52. ↑   Carlton 2012, pp. 404–406
53. ↑   O'Hara 2007, p. 34
54. ↑   O'Hara 2007, pp. 34–35, 39
55. ↑   O'Hara 2007, pp. 38–42
56. ↑   O'Hara 2007, pp. 42–43
57. ↑   Whiting 1995, p. 78
58. ↑   Lacroix & Wells 1997, p. 298
59. 1 2   Cassells 2000, p. 94
60. ↑   O'Hara 2007, pp. 43–45
61. ↑   O'Hara 2007, pp. 48–50
62. ↑   O'Hara 2007, pp. 50–51
63. ↑   O'Hara 2007, pp. 51–53
64. 1 2   Lacroix & Wells 1997, p. 486
65. ↑   O'Hara 2007, p. 53
66. ↑   O'Hara 2007, p. 53
67. ↑   Bastock 1975, p. 128
68. ↑   Cassells 2000, pp. 95, 103–106
69. ↑   «Royal Australian Navy Ship/Unit Approved Battle Honours» (PDF). Marinha Real Australiana. 1 de março de 2010. Consultado em 20 de abril de 2023. Arquivado do original (PDF) em 14 de junho de 2011
70. 1 2   Hosty, Kieran (28 de fevereiro de 2022). «The sad fate of HMAS Perth (I)». Museu Marítimo Nacional Australiano. Consultado em 20 de abril de 2023
71. ↑   Besser, Linton (13 de dezembro de 2013). «HMAS Perth: WWII warship grave stripped by salvagers». Australian Broadcasting Corporation. Consultado em 20 de abril de 2023
72. 1 2   «Navy Divers Survey Historic WWII in Sunda Strait». Marinha dos Estados Unidos. 26 de outubro de 2015. Consultado em 20 de abril de 2023. Arquivado do original em 27 de outubro de 2015
73. 1 2   «Partner Nations Preserve, Protect Sunken WWII Wrecks». Marinha dos Estados Unidos. 29 de outubro de 2015. Consultado em 20 de abril de 2023. Arquivado do original em 30 de outubro de 2015